# آشيامان
آشيامان (بالإنجليزية: Ashaiman)‏ هي مستوطنة، في غانا، تقع في Ashaiman Municipal District ‏، بلغ عدد سكانها 228,509 نسمة وذلك حسب إحصائيات سنة 2007.

## المناخ
يظهر الجدول التالي التغييرات المناخية على مدار السنة لآشيامان:
| البيانات المناخية لـآشيامان  | البيانات المناخية لـآشيامان | البيانات المناخية لـآشيامان | البيانات المناخية لـآشيامان | البيانات المناخية لـآشيامان | البيانات المناخية لـآشيامان | البيانات المناخية لـآشيامان | البيانات المناخية لـآشيامان | البيانات المناخية لـآشيامان | البيانات المناخية لـآشيامان | البيانات المناخية لـآشيامان | البيانات المناخية لـآشيامان | البيانات المناخية لـآشيامان | البيانات المناخية لـآشيامان |
| الشهر                        | يناير                       | فبراير                      | مارس                        | أبريل                       | مايو                        | يونيو                       | يوليو                       | أغسطس                       | سبتمبر                      | أكتوبر                      | نوفمبر                      | ديسمبر                      | المعدل السنوي               |
| ---------------------------- | --------------------------- | --------------------------- | --------------------------- | --------------------------- | --------------------------- | --------------------------- | --------------------------- | --------------------------- | --------------------------- | --------------------------- | --------------------------- | --------------------------- | --------------------------- |
| متوسط درجة الحرارة الكبرى °ف | —                           | —                           | —                           | —                           | 87                          | 86                          | 84                          | 82                          | 85                          | 86                          | 90                          | 88                          | 91                          |
| متوسط درجة الحرارة الصغرى °ف | 75                          | 77                          | 76                          | 78                          | 75                          | 75                          | 75                          | 73                          | 75                          | 73                          | 76                          | 73                          | 73                          |
| الهطول إنش                   | 0.3                         | 0.4                         | 1.0                         | 5.0                         | 6.0                         | 6.0                         | 3.0                         | 1.0                         | 3.0                         | 3.0                         | 1.0                         | 0.2                         | 52.0                        |
| متوسط درجة الحرارة الكبرى °م | —                           | —                           | —                           | —                           | 31                          | 30                          | 29                          | 28                          | 29                          | 30                          | 32                          | 31                          | 33                          |
| متوسط درجة الحرارة الصغرى °م | 24                          | 25                          | 24                          | 26                          | 24                          | 24                          | 24                          | 23                          | 24                          | 23                          | 24                          | 23                          | 23                          |
| الهطول مم                    | 7.6                         | 10                          | 25                          | 130                         | 150                         | 150                         | 76                          | 25                          | 76                          | 76                          | 25                          | 5.1                         | 1٬320                       |
| المصدر: Myweather2.com       |                             |                             |                             |                             |                             |                             |                             |                             |                             |                             |                             |                             |                             |